# Kubbat al-Chazna

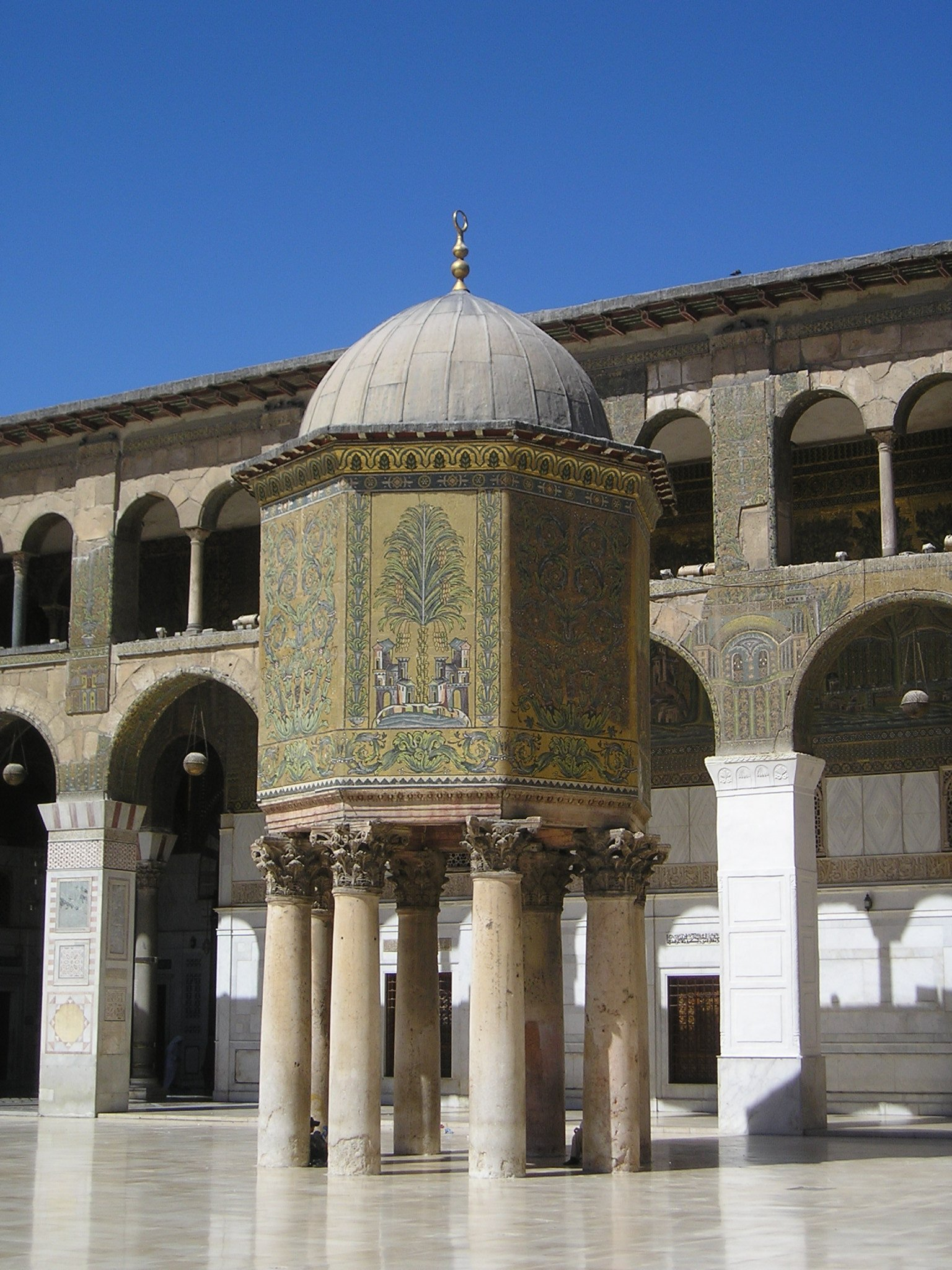
Kubbat al-Chazna

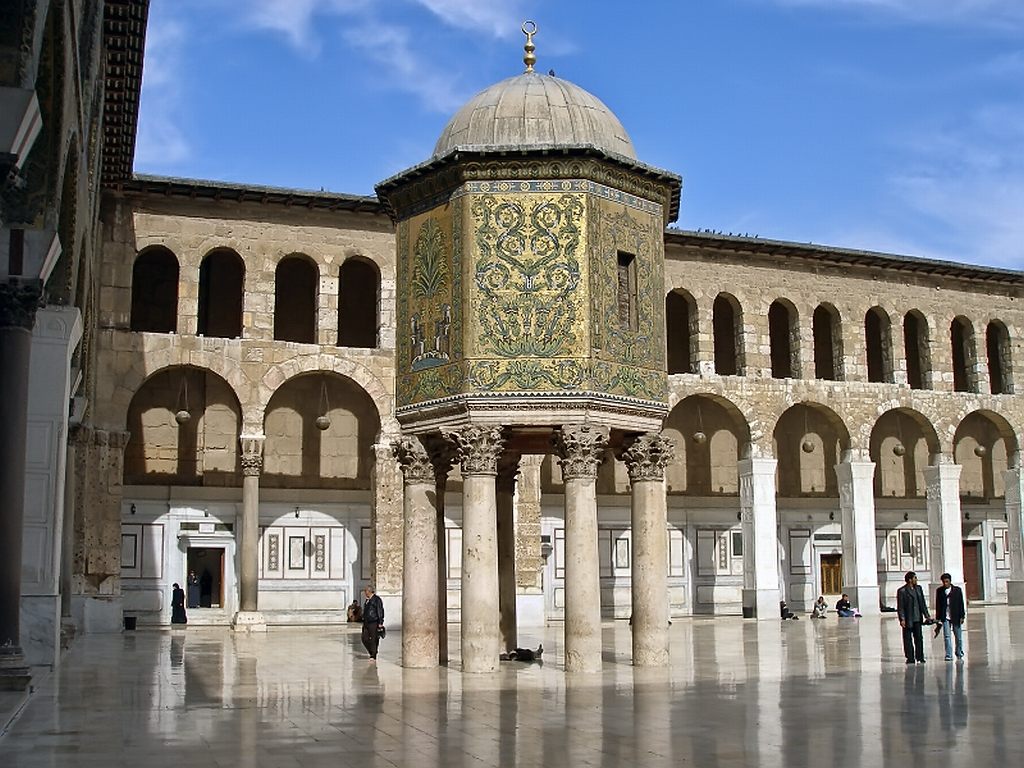

Kubbat al-Chazna (ar.: قبة الخزنة Kubbat al-Chazna, co znaczy „Kopuła Skarbca”) – wczesnośredniowieczna konstrukcja znajdująca się wewnątrz dziedzińca Meczetu Umajjadów w Damaszku, Syria. Jest to oktagonalna konstrukcja, wzniesiona na ośmiu rzymskich kolumnach i udekorowana mozaikami. Kopuła została zbudowana z rozkazu namiestnika Damaszku, Fadla ibn Saliha, w 789 roku, została później pokryta kolorowymi dekoracjami. Jest jednym z najstarszych przykładów arabskiej architektury epoki muzułmańskiej.
Pierwotnym przeznaczeniem kopuły było przechowywanie darowizn na rzecz meczetu. Przechowywano tu niegdyś rękopisy greckie, łacińskie, syryjskie, koptyjskie, hebrajskie, aramejskie, oraz gruzińskie. Gdy w roku 1898 Damaszek odwiedził w towarzystwie niemieckich uczonych cesarz Wilhelm II Hohenzollern, w kopule umieszczono – na czas jego wizyty – wiele cennych rękopisów (m.in. rękopisy biblijne Kodeks 0126, 0144, 0145). Niemieccy uczeni sporządzili ich opisy. Część owych rękopisów później zaginęła (m.in. 062, 072).